# 北村恭二
北村 恭二（きたむら きょうじ、1933年1月18日 - 2023年5月15日）は日本の大蔵官僚。大臣官房総務審議官、証券局長、大阪証券取引所理事長などを歴任。

## 来歴
長野県長野市出身。東京大学法学部卒業。1956年 大蔵省入省（大臣官房文書課）。1956年入省同期に小粥正巳（日本経済研究所会長、初代日本政投銀総裁、日本開銀総裁、公正取引委員会委員長、大蔵事務次官、主計局長、大臣官房長）、秦郁彦（歴史研究者）らがいた。
1963年7月 館林税務署長。1980年6月 銀行局総務課長。1981年6月 東海財務局長。1982年6月 大臣官房審議官（理財局担当）。1983年6月 銀行局検査部長。1984年6月27日 大臣官房総務審議官。1986年6月10日 証券局長。1987年6月23日 退官。1994年6月 大阪証券取引所理事長（〜2000年6月）。その後は大阪商工会議所名誉議員。2014年、瑞宝中綬章受章。
2023年5月15日、肺炎のため、死去した。90歳没。死没日付をもって正四位に叙された。

## 職歴
- 1956年4月：大蔵省入省（大臣官房文書課）。
- 1958年6月：東北財務局理財部。
- 1959年6月：大阪国税局調査査察部。
- 1960年9月：経済企画庁調整局財政金融課専門調査員[7]。
- 1963年7月：館林税務署長。
- 1964年7月：国税庁長官官房総務課長補佐。
- 1966年8月：銀行局中小金融課長補佐。
- 1968年7月：銀行局金融制度調査官付課長補佐（総括）[8]。
- 1970年7月：経済企画庁長官官房企画課長補佐[9]。
- 1971年7月：大臣官房文書課長補佐（総括・審査）[10]。
- 1973年7月：大阪国税局調査部長。
- 1974年7月：銀行局金融制度調査官。
- 1976年6月：国税庁直税部法人税課長。
- 1978年6月：理財局国債課長。
- 1980年6月：銀行局総務課長。
- 1981年6月：東海財務局長。
- 1982年6月：大臣官房審議官（理財局担当）。
- 1983年6月：銀行局検査部長。
- 1984年6月27日：大臣官房総務審議官。
- 1986年6月10日：証券局長。
- 1987年6月23日：退官。
- 2001年6月：カプコン社外取締役就任。
- 2007年6月：カプコン社外取締役退任。